# Kanayama (stacja kolejowa)
Kanayama (jap. 金山駅 Kanayama-eki) – stacja kolejowa w Nagoi w dzielnicy Naka w Japonii. W skład dworca wchodzą stacje kolejowe: kolei japońskich (JR), Meitetsu i Metro w Nagoi. Ze stacji można dostać się między innymi na lotnisko obsługujące region, a położone na sztucznej wyspie na zatoce Ise, na południe od Nagoi.